# Grøn vandagam
Grøn vandagam (latin: Physignathus cocincinus) lever i de meste af Sydøstasien og det sydlige Kina. Den er også udbredt som terrariedyr.
Vandagamer er gode svømmere og tilbringer en stor del af dagen ved vandhuller og floder. Når der er fare på færde, flygter vandagamerne ud i vandet. Vandagamer er gode til at klatre og ses ofte i træerne.
Den grønne vandagam kan blive op til 70-80 centimeter lang. Den er lysegrøn med mørke ringe på halen og store, lyse skæl på underkæben og struben. Hannen er større end hunnen og mere farvestrålende. Begge køn har en kam på hovedet, der fortsætter ned ad kroppen til midt på halen. Kammen er størst hos hannen.
Den grønne vandagam har 3 øjne. Ligesom en del andre krybdyr har de et parietaløje oven på hovedet. Det sidder lige før den hjelmlignende forhøjning, de har på hovedet. Det er ikke et øje som de 2 andre, det kan kun sanse lys. Hvis der er et dyr, der sniger sig ind på en vandagam bagfra og skygger for solen, kan vandagamen se det, selvom de 2 andre øjne er fikseret på noget foran den. På den måde kan den nå at stikke af i tide.
Når hannen skal gøre kur til hunnen, "nikker" han med hovedet. Denne nikken kan også være en trussel, og de mindre dominerende dyr "vinker" derefter med det ene forben som tegn på underkastelse.
Grøn vandagame lægger fra 5-16 æg, og ungerne er cirka 15-17 centimeter når de klækkes.
Dens fødekilder er insekter, små padder og i enkelte tilfælde moden frugt.
Grøn vandagam kan ses i København Zoo, Aalborg Zoo og Randers Regnskov.